# Paenalcaligenes
Paenalcaligenes es un género de bacterias gramnegativas de la familia Alcaligenaceae. Fue descrito en el año 2010. Su etimología hace referencia a parecido a Alcaligenes. Son bacterias aerobias y móviles. Se encuentra en distintos ambientes, y sólo se han identificado casos clínicos de forma esporádica. 

## Taxonomía
Actualmente existen 4 especies descritas:
- Paenalcaligenes hermetiae
- Paenalcaligenes hominis
- Paenalcaligenes niemegkensis
- Paenalcaligenes suwonensis